# Pins-Justaret
Pins-Justaret är en kommun i departementet Haute-Garonne i regionen Occitanien i södra Frankrike. Kommunen ligger i kantonen Portet-sur-Garonne som tillhör arrondissementet Muret. År 2022 hade Pins-Justaret 4 377 invånare.

## Befolkningsutveckling
Antalet invånare i kommunen Pins-Justaret
Referens:INSEE

## Vänorter
- Cordignano, Italien (2004)